# Nordkroken
Nordkroken is een plaats in de gemeente Vänersborg in het landschap Västergötland en de provincie Västra Götalands län in Zweden. De plaats heeft 433 inwoners (2005) en een oppervlakte van 40 hectare. De plaats ligt aan het Vänermeer.